# منتخب بروناي للكريكت
منتخب بروناي للكريكت (بالإنجليزية: Brunei national cricket team)‏ هو ممثل بروناي الرسمي في المنافسات الدولية في الكريكت
.